# Zweigelt
Zweigelt (Rotburger, Zweigeltrebe, Blauer Zweigelt) je crvena sorta koju je napravio Fritz Zweigelt 1922. godine križanjem frankovke i st. laurent-a.
Sorta je rodna i zna dati preveliki urod, što se odražava na kvaliteti vina, pa je potrebno smanjivati urod.
Boja vina je rubinske boje a okus se opisuje aromatičnim travama uz aromu lovora, crvenog i crnog ribiza.
Uglavnom se pije mlado, iako ima vina koje vrijedi čuvati.

## Vanjske poveznice
- Mali podrum  Arhivirana inačica izvorne stranice od 29. ožujka 2007. (Wayback Machine) - Zweigelt; hrvatska vina i proizvođači